# HSG Pohlheim
Die HSG Pohlheim (vollständiger Name: Handballspielgemeinschaft Pohlheim) ist eine Spielgemeinschaft aus Hessen, die in Pohlheim beheimatet ist.
Stammvereine der Spielgemeinschaft im Handball sind der TV 08 Holzheim, TV 1864 Hausen, SV Garbenteich, TV 08 Grüningenund TV 07 Watzenborn-Steinberg.
In der Handballspielgemeinschaft sind Mannschaften der Herren, der Damen und der Jugend organisiert. Die erste Herren-Mannschaft sicherte sich mit einem 9. Platz in der Handball-Regionalliga, Staffel Südwest, im Jahr 2010 die Qualifikation zur neu gegründeten 3. Liga, in der sie in der Saison 2010/2011 in der Staffel Ost antrat. Nach der Saison 2011/2012 stand das Team nach zwei verlorenen Relegationsspielen gegen Eintracht Hagen als Absteiger in die Oberliga fest, profitierte jedoch vom Rückzug des Süd-Drittligisten HV Stuttgarter Kickers vom Spielbetrieb; der Verein startete erneut in der Staffel Ost der 3. Liga. Die Saison 2012/13 endete mit dem Abstieg in die Oberliga. Im Jahr 2022 gewann die HSG Pohlheim die Oberligameisterschaft und kehrte in die 3. Liga zurück. Nach einer Spielzeit in der Drittklassigkeit stieg Pohlheim wieder in die Oberliga ab.